# Torneo de Roland Garros 1956
La edición 55.ª de los Internacionales de Francia de Roland Garros se celebró  entre el 15 de mayo y el 26 de mayo de 1956 en las pistas del Stade Roland Garros de París, Francia.
El cuadro individual masculino lo iniciaron 100 tenistas  mientras que el cuadro individual femenino comenzó con 46 tenistas.

## Hechos destacados
En la competición individual masculina se impuso  por el australiano  Lew Hoad  logrando el único título que obtendría en Roland Garros  al imponerse en la final al sueco Sven Davidson.
En la competición individual femenina la victoria fue para la estadounidense Althea Gibson que lograba su único título en París al imponerse a la británica Angela Mortimer.

## Palmarés
|                      | Vencedor                     | Resultado     | Finalista                 | Finalista |
| -------------------- | ---------------------------- | ------------- | ------------------------- | --------- |
| Individual masculino | Lew Hoad                     | 6-4, 8-6, 6-3 | Sven Davidson             |           |
| Individual femenino  | Althea Gibson                | 6-0, 12-10    | Angela Mortimer           |           |
| Dobles masculino     | Don Candy Robert Perry       | 7-5, 6-3, 6-3 | Ashley Cooper Lew Hoad    |           |
| Dobles femenino      | Angela Buxton Althea Gibson  | 6-8, 8-6, 6-1 | Darlene Hard Dorothy Head |           |
| Dobles mixto         | Thelma Coyne Long Luis Ayala | 4-6, 6-4, 6-1 | Doris Hart Bob Howe       |           |

## Cabezas de serie
| N° | Jugador          | Resultado                   | Resultado             |
| 1  | Lewis Hoad       | Victoria sobre              | Sven Davidson (3)     |
| 2  | Budge Patty      | 4ª ronda batido por         | Jacques Brichant (15) |
| 3  | Sven Davidson    | Final batido por            | Lewis Hoad (1)        |
| 4  | Arthur D. Larsen | 4ª ronda batido por         | Paul Remy (13)        |
| 5  | Giuseppe Merlo   | Semifinal batido por        | Lewis Hoad (1)        |
| 6  | Jaroslav Drobný  | 4ª ronda batido por         | Herbert Flam (11)     |
| 7  | Ashley Cooper    | Semifinal batido por        | Sven Davidson (3)     |
| 8  | Tut B. Bartzen   | 1ª ronda batido por         | Peter Scholl          |
| 9  | Luis Ayala       | 4ª ronda batido por         | Nicola Pietrangeli    |
| 10 | Kurt Nielsen     | 4ª ronda batido por         | Ashley Cooper (7)     |
| 11 | Herbert Flam     | Cuartos de final batido por | Sven Davidson (3)     |
| 12 | Robert M. Perry  | 4ª ronda batido por         | Giuseppe Merlo (5)    |
| 13 | Paul Remy        | Cuartos de final batido por | Giuseppe Merlo (5)    |
| 14 | Don Candy        | 4ª ronda batido por         | Sven Davidson (3)     |
| 15 | Jacques Brichant | Cuartos de final batido por | Ashley Cooper (7)     |
| 16 | Roger Becker     | 4ª ronda batido por         | Lewis Hoad (1)        |

| N° | Jugadora             | Resultado                   | Resultado           |
| 1  | Angela Mortimer      | Final batida por            | Althea Gibson (3)   |
| 2  | Dorothy Knode        | 3ª ronda batida por         | Angela Buxton (15)  |
| 3  | Althea Gibson        | Victoria sobre              | Angela Mortimer (1) |
| 4  | Mary Hawton          | 1ª ronda batida por         | Francoise Lemal     |
| 5  | Zsuzsi Kormoczy      | Semifinal batida por        | Angela Mortimer (1) |
| 6  | Shirley Bloomer      | Cuartos de final batida por | Althea Gibson (3)   |
| 7  | Christiane Mercelis  | 2ª ronda batida por         | Edda Buding (10)    |
| 8  | Barbara Davidson     | 2ª ronda batida por         | Jennifer Hoad       |
| 9  | Suzanne Le Besnerais | 3ª ronda batida por         | Jennifer Hoad       |
| 10 | Edda Buding          | Cuartos de final batida por | Angela Buxton (15)  |
| 11 | Thelma Long          | 3ª ronda batida por         | Shirley Bloomer (6) |
| 12 | Darlene Hard         | 3ª ronda batida por         | Zsuzsi Kormoczy (5) |
| 13 | Annalissa Bellani    | 3ª ronda batida por         | Ilse Buding         |
| 14 | Ginette Bucaille     | 3ª ronda batida por         | Althea Gibson (3)   |
| 15 | Angela Buxton        | Semifinal batida por        | Althea Gibson (3)   |
| 16 | Myrtil Dubois        | 3ª ronda batida por         | Angela Mortimer (1) |

## Cuadros Finales

### Categoría sénior

#### Torneo individual masculino
|  | Cuartos de final | Cuartos de final   | Cuartos de final | Cuartos de final | Cuartos de final | Cuartos de final | Cuartos de final |               |   | Semifinales | Semifinales | Semifinales | Semifinales | Semifinales | Semifinales |  |   | Final      | Final | Final | Final | Final |  |
|  |                  |                    |                  |                  |                  |                  |                  |               |   |             |             |             |             |             |             |  |   |            |       |       |       |       |  |
|  |                  |                    |                  |                  |                  |                  |                  |               |   |             |             |             |             |             |             |  |   |            |       |       |       |       |  |
|  | 1                | Lewis Hoad         | 6                | 6                | 6                |                  |                  |               |   |             |             |             |             |             |             |  |   |            |       |       |       |       |  |
|  | 1                | Lewis Hoad         | 6                | 6                | 6                |                  |                  |               |   |             |             |             |             |             |             |  |   |            |       |       |       |       |  |
|  |                  | Nicola Pietrangeli | 1                | 3                | 0                |                  |                  |               |   |             |             |             |             |             |             |  |   |            |       |       |       |       |  |
|  |                  | Nicola Pietrangeli | 1                | 3                | 0                | 1                | Lewis Hoad       | 6             | 7 | 6           |             |             |             |             |             |  |   |            |       |       |       |       |  |
|  |                  |                    |                  |                  |                  |                  |                  | 6             | 7 | 6           |             |             |             |             |             |  |   |            |       |       |       |       |  |
|  |                  |                    | 5                | Giuseppe Merlo   | 4                | 5                | 4                |               |   |             |             |             |             |             |             |  |   |            |       |       |       |       |  |
|  | 13               | Paul Remy          | 5                | Giuseppe Merlo   | 4                | 5                | 4                | 6             | 2 | 6           | 4           | 8           |             |             |             |  |   |            |       |       |       |       |  |
|  | 13               | Paul Remy          |                  |                  |                  |                  |                  |               |   |             | 4           | 8           |             |             |             |  |   |            |       |       |       |       |  |
|  | 5                | Giuseppe Merlo     | 4                | 6                | 2                | 6                | 10               |               |   |             |             |             |             |             |             |  |   |            |       |       |       |       |  |
|  | 5                | Giuseppe Merlo     | 4                | 6                | 2                | 6                | 10               |               |   |             |             |             |             |             |             |  | 1 | Lewis Hoad | 6     | 8     | 6     |       |  |
|  |                  |                    |                  |                  |                  |                  |                  |               |   |             |             |             |             |             |             |  | 1 | Lewis Hoad | 6     | 8     | 6     |       |  |
|  |                  |                    | 3                | Sven Davidson    | 4                | 6                | 3                |               |   |             |             |             |             |             |             |  |   |            |       |       |       |       |  |
|  | 11               | Herbert Flam       | 3                | Sven Davidson    | 4                | 6                | 3                | 2             | 4 | 5           |             |             |             |             |             |  |   |            |       |       |       |       |  |
|  | 11               | Herbert Flam       |                  |                  |                  |                  |                  |               |   |             |             |             |             |             |             |  |   |            |       |       |       |       |  |
|  | 3                | Sven Davidson      | 6                | 6                | 7                |                  |                  |               |   |             |             |             |             |             |             |  |   |            |       |       |       |       |  |
|  | 3                | Sven Davidson      | 6                | 6                | 7                |                  | 3                | Sven Davidson | 6 | 9           | 5           | 6           |             |             |             |  |   |            |       |       |       |       |  |
|  |                  |                    |                  |                  |                  |                  |                  | Sven Davidson | 6 | 9           | 5           | 6           |             |             |             |  |   |            |       |       |       |       |  |
|  |                  |                    | 7                | Ashley Cooper    | 2                | 7                | 7                | 3             |   |             |             |             |             |             |             |  |   |            |       |       |       |       |  |
|  | 7                | Ashley Cooper      | 7                | Ashley Cooper    | 2                | 7                | 7                | 3             | 6 | 8           | 2           | 6           |             |             |             |  |   |            |       |       |       |       |  |
|  | 7                | Ashley Cooper      |                  |                  |                  |                  |                  |               |   |             | 2           | 6           |             |             |             |  |   |            |       |       |       |       |  |
|  | 15               | Jacques Brichant   | 4                | 6                | 6                | 3                |                  |               |   |             |             |             |             |             |             |  |   |            |       |       |       |       |  |
|  | 15               | Jacques Brichant   | 4                | 6                | 6                | 3                |                  |               |   |             |             |             |             |             |             |  |   |            |       |       |       |       |  |
|  |                  |                    |                  |                  |                  |                  |                  |               |   |             |             |             |             |             |             |  |   |            |       |       |       |       |  |

#### Torneo individual  femenino
|  | Cuartos de final | Cuartos de final | Cuartos de final | Cuartos de final | Cuartos de final |    |                 | Semifinales | Semifinales | Semifinales | Semifinales | Semifinales |   |                 | Final | Final | Final | Final |  |
|  |                  |                  |                  |                  |                  |    |                 |             |             |             |             |             |   |                 |       |       |       |       |  |
|  |                  |                  |                  |                  |                  |    |                 |             |             |             |             |             |   |                 |       |       |       |       |  |
|  | 1                | Angela Mortimer  | 6                | 4                | 7                |    |                 |             |             |             |             |             |   |                 |       |       |       |       |  |
|  | 1                | Angela Mortimer  | 6                | 4                | 7                |    |                 |             |             |             |             |             |   |                 |       |       |       |       |  |
|  |                  | Jennifer Hoad    | 0                | 6                | 5                |    |                 |             |             |             |             |             |   |                 |       |       |       |       |  |
|  |                  | Jennifer Hoad    | 0                | 6                | 5                | 1  | Angela Mortimer | 6           | 6           |             |             |             |   |                 |       |       |       |       |  |
|  |                  |                  |                  |                  |                  | 1  | Angela Mortimer | 6           | 6           |             |             |             |   |                 |       |       |       |       |  |
|  |                  |                  | 5                | Zsuzsi Kormoczy  | 4                | 3  |                 |             |             |             |             |             |   |                 |       |       |       |       |  |
|  |                  | Ilse Buding      | 5                | Zsuzsi Kormoczy  | 4                | 3  | 1               | 1           |             |             |             |             |   |                 |       |       |       |       |  |
|  |                  |                  |                  |                  |                  |    |                 | 1           |             |             |             |             |   |                 |       |       |       |       |  |
|  | 5                | Zsuzsi Kormoczy  | 6                | 6                |                  |    |                 |             |             |             |             |             |   |                 |       |       |       |       |  |
|  | 5                | Zsuzsi Kormoczy  | 6                | 6                |                  |    |                 |             |             |             |             |             | 1 | Angela Mortimer | 0     | 10    |       |       |  |
|  |                  |                  |                  |                  |                  |    |                 |             |             |             |             |             | 1 | Angela Mortimer | 0     | 10    |       |       |  |
|  |                  |                  | 3                | Althea Gibson    | 6                | 12 |                 |             |             |             |             |             |   |                 |       |       |       |       |  |
|  | 6                | Shirley Bloomer  | 3                | Althea Gibson    | 6                | 12 | 2               | 1           |             |             |             |             |   |                 |       |       |       |       |  |
|  | 6                | Shirley Bloomer  |                  |                  |                  |    |                 |             |             |             |             |             |   |                 |       |       |       |       |  |
|  | 3                | Althea Gibson    | 6                | 6                |                  |    |                 |             |             |             |             |             |   |                 |       |       |       |       |  |
|  | 3                | Althea Gibson    | 6                | 6                |                  | 3  | Althea Gibson   | 2           | 6           | 6           |             |             |   |                 |       |       |       |       |  |
|  |                  |                  |                  |                  |                  | 3  | Althea Gibson   | 2           | 6           | 6           |             |             |   |                 |       |       |       |       |  |
|  |                  |                  | 15               | Angela Buxton    | 6                | 0  | 4               |             |             |             |             |             |   |                 |       |       |       |       |  |
|  | 10               | Edda Buding      | 15               | Angela Buxton    | 6                | 0  | 4               | 6           | 2           |             |             |             |   |                 |       |       |       |       |  |
|  | 10               | Edda Buding      |                  |                  |                  |    |                 |             |             |             |             |             |   |                 |       |       |       |       |  |
|  | 15               | Angela Buxton    | 8                | 6                |                  |    |                 |             |             |             |             |             |   |                 |       |       |       |       |  |
|  | 15               | Angela Buxton    | 8                | 6                |                  |    |                 |             |             |             |             |             |   |                 |       |       |       |       |  |
|  |                  |                  |                  |                  |                  |    |                 |             |             |             |             |             |   |                 |       |       |       |       |  |